# Ugljare (Zubin Potok)
Pour les articles homonymes, voir Ugljare.
Ugljare en serbe latin et Uglarë en albanais (en serbe cyrillique : Угљаре) est une localité du Kosovo située dans la commune/municipalité de Zubin Potok/Zubin Potok, district de Mitrovicë/Kosovska Mitrovica. Selon des estimations de 2009 comptabilisées pour le recensement kosovar de 2011, elle compte 281 habitants, dont une majorité de Serbes.

## Géographie
Ugljare est situé sur les bords de l'Ibar.

## Démographie

### Évolution historique de la population dans la localité
| 1948 | 1953 | 1961 | 1971 | 1981 | 1991 | 2009 |
| ---- | ---- | ---- | ---- | ---- | ---- | ---- |
| 224  | 252  | 239  | 265  | 287  | 312  | 281  |

|  |